# Козма, Ласло
Ласло Козма (28 ноября 1902, Мишкольц, Венгрия − 9 ноября 1983, Будапешт, Венгрия)  — венгерский инженер, разработчик первого в Венгрии компьютера MESZ-1 (1957 г.), действительный член Венгерской Академии Наук.

## Биография
В 1921 году Ласло Козма пытался поступить в Будапештский Технологический Университет, однако из-за ограничительной квоты его не приняли, и ему пришлось пойти работать электриком. В 1925 году он поступил в Технологический Университет в г. Брно (Чехословакия), из которого выпустился в 1930 году, получив образование электротехника. Вскоре после этого Козма устроился на работу в Антверпенский офис американской компании AT&T проектировать автоматические телефонные коммутаторы и электромеханическую вычислительную технику. В 1942 году Козма вновь вернулся в Венгрию, где однако подвергся репрессиям и в 1944 году был депортирован в концентрационный лагерь Маутхаузен, из которого был освобождён только в августе 1945 года в крайне тяжёлом состоянии. Вскоре после войны устроился на работу в венгерскую компанию Standard Electrical Co. в качестве инженера - проектировщика. В 1949 году проходил по громкому делу, связанному с компанией, и сфабрикованному правительством Венгерской Народной Республики. Суд приговорил Козму к 15 годам лишения свободы, однако в 1954 году он был реабилитирован и освобождён из тюрьмы. После этого он 17 лет (с 1955 по 1972 гг) проработал профессором в Будапештском Университете Технологии и Экономики.
Главным образом Ласло Козма работал над технологией автоматизации средств связи, однако наибольшую известность приобрёл благодаря разработке в 1957 году первого в Венгрии компьютера, названного MESZ–1.
В 1961 году Ласло Козма стал член-корреспондентом Венгерской Академии Наук, а уже в 1976 году - действительным.
Умер Ласло Козма в 1983 году в Будапеште в возрасте 80 лет.